# Вядрув
Вядрув (пол. Wiadrów, нім. Wederau) — село в Польщі, у гміні Пашовиці Яворського повіту Нижньосілезького воєводства.
Населення — 489 осіб (2011).
У 1975-1998 роках село належало до Легницького воєводства.

## Демографія
Демографічна структура станом на 31 березня 2011 року:
|          | Загалом | Допрацездатний вік | Працездатний вік | Постпрацездатний вік |
| -------- | ------- | ------------------ | ---------------- | -------------------- |
| Чоловіки | 249     | 40                 | 188              | 21                   |
| Жінки    | 240     | 48                 | 150              | 42                   |
| Разом    | 489     | 88                 | 338              | 63                   |

## Галерея

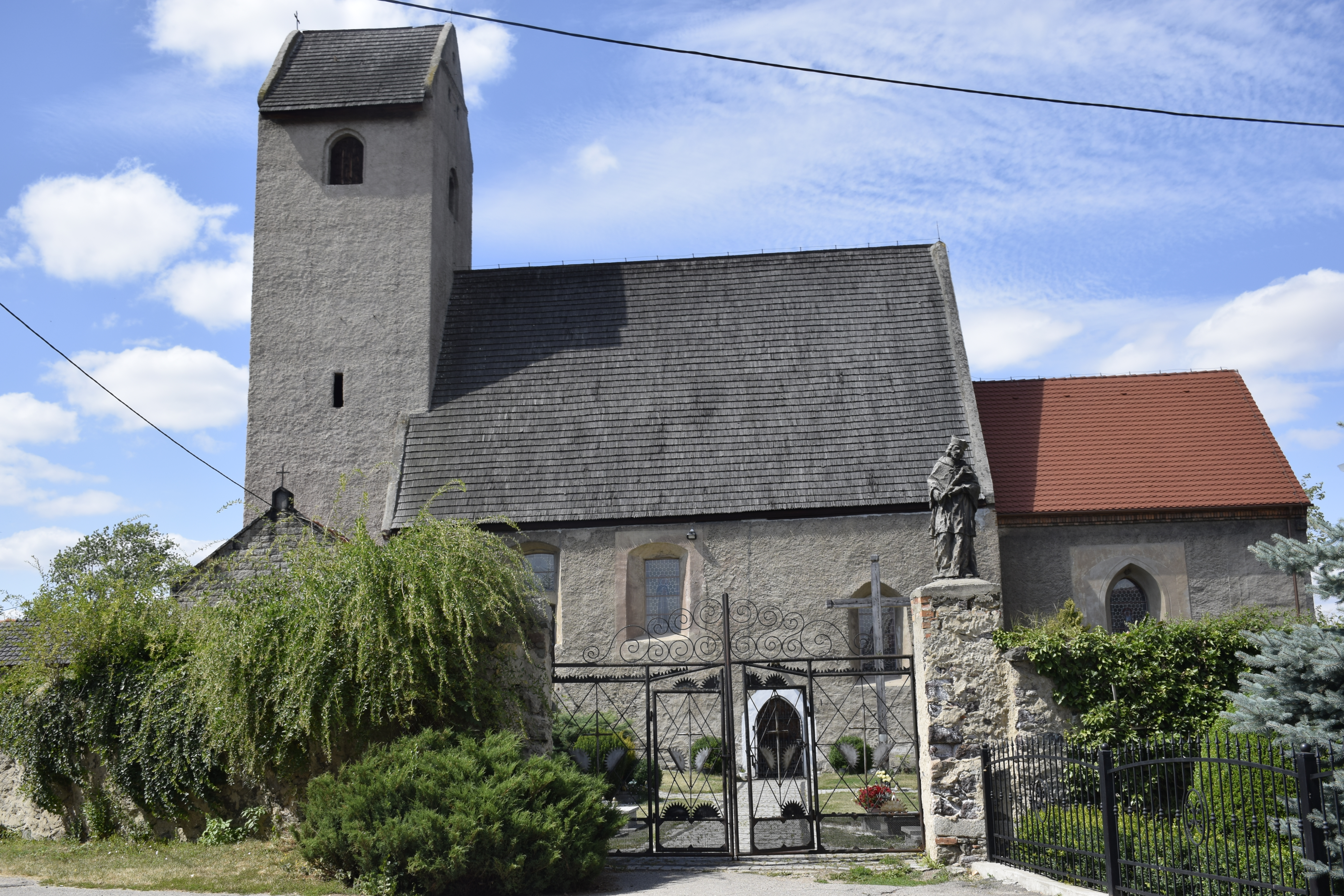
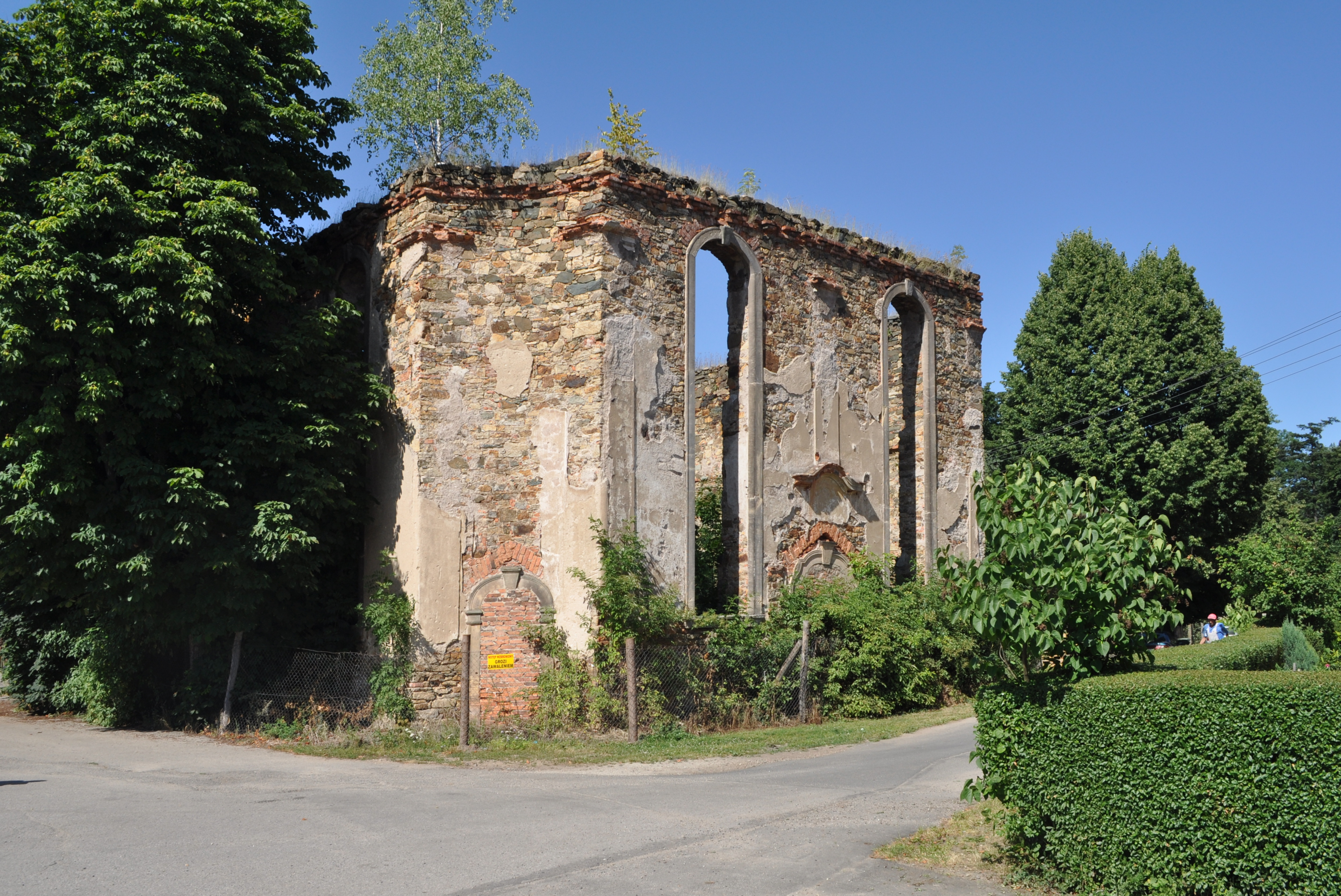
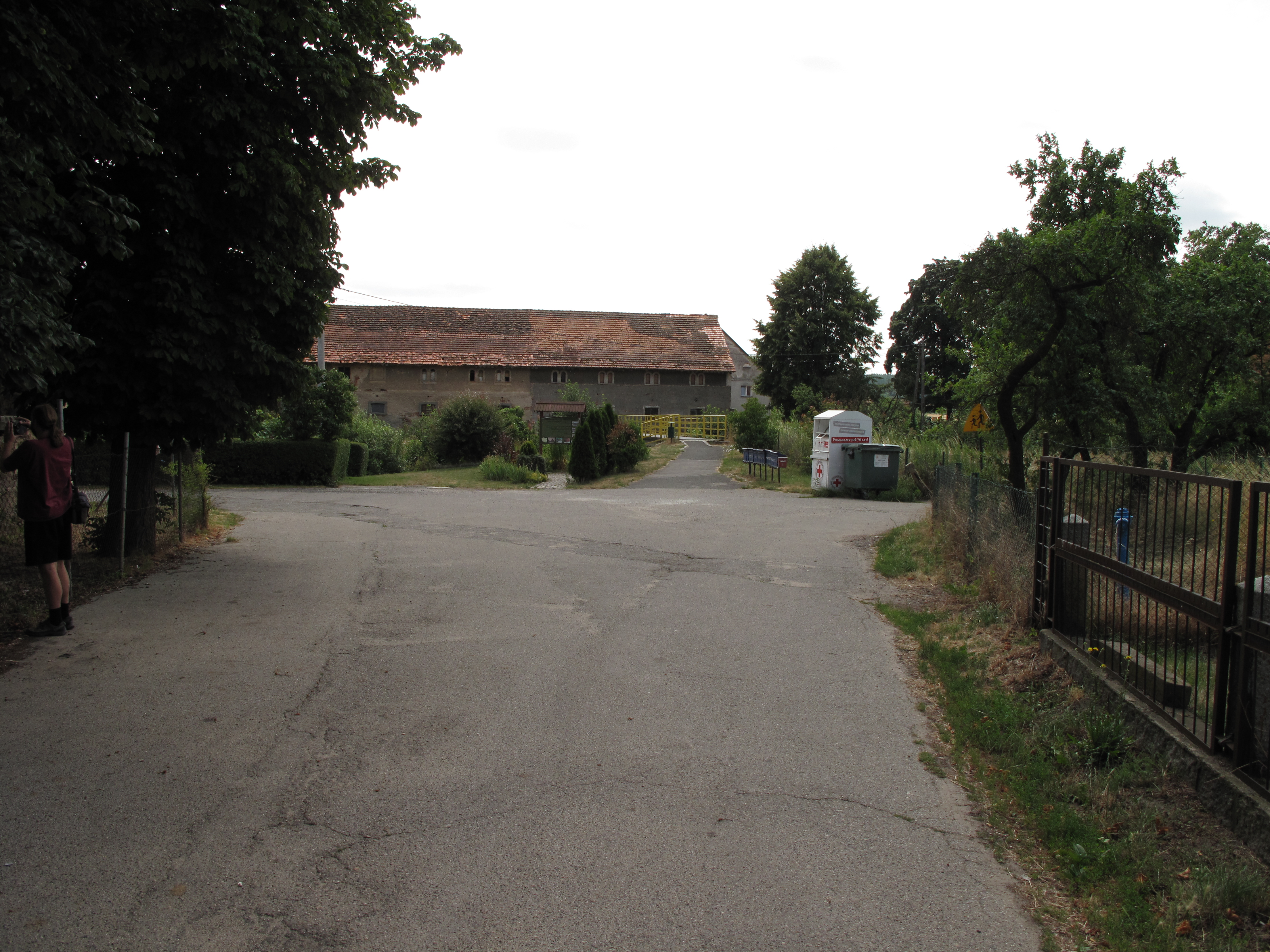
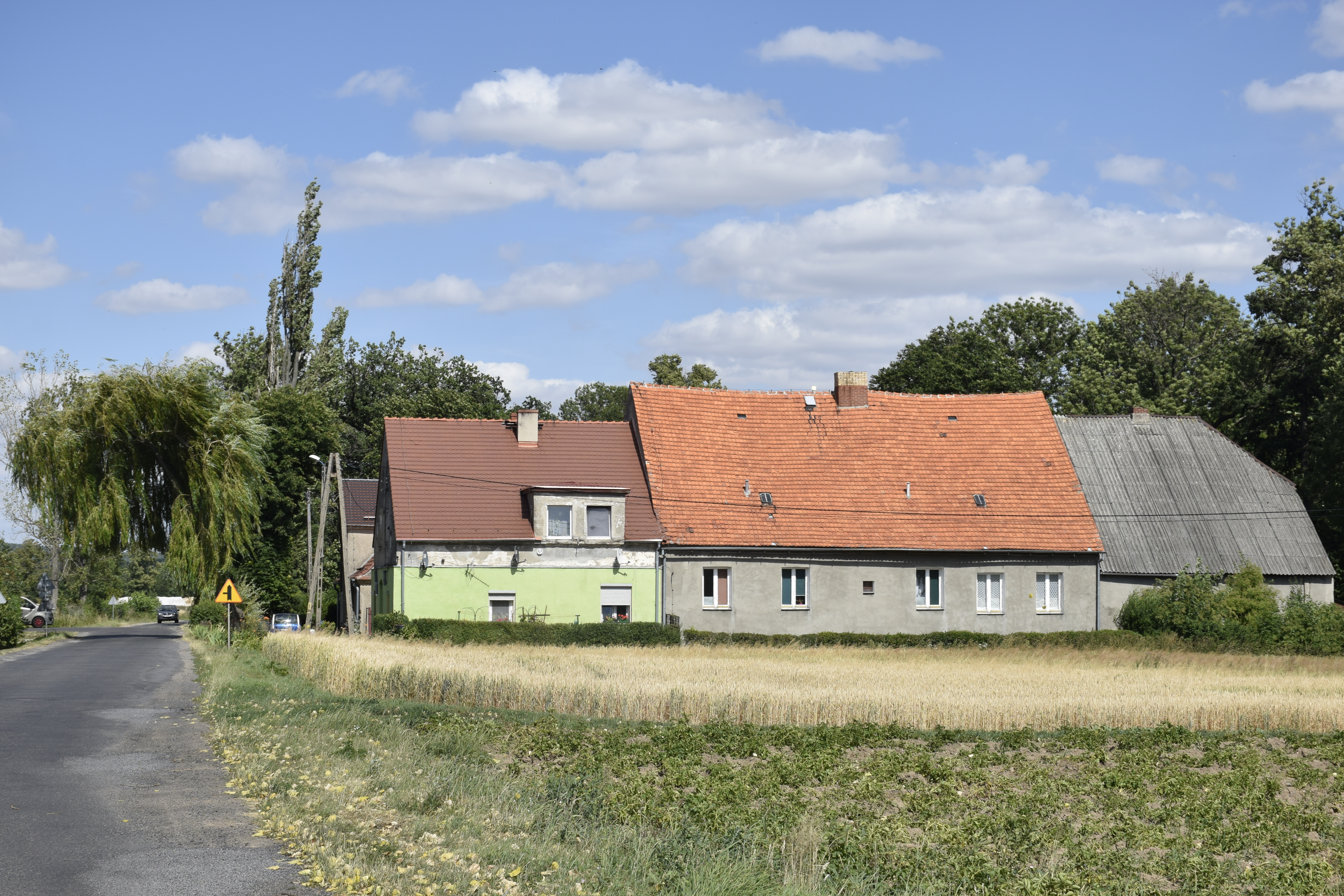